# 드비파
드비파(산스크리트어: द्वीप, IAST: Dvīpa)는 힌두 우주론의 한 용어이다. 푸라나 문헌들은 드비파를 바다로 둘러싸인 지구상에 존재하는 일곱 개의 섬 또는 대륙 중 하나라고 설명한다. 같은 용어는 또한 우주의 일곱 지역을 가리키는 데 사용된다.
일곱 드비파는 잠부드비파(인도 아대륙)의 중심에 있는 메루산 주변에 존재하며, 또한 드비파는 마니드비파와 같은 신들의 거주지를 가리키는 데 사용되기도 한다.

## 어원
드비파(dvipa)라는 단어는 산스크리트어 dvī(두 개)와 apa (물)의 혼성어로, "두 개의 면에 물이 있다"라는 의미이다. 드비파는 같은 뜻을 가진 고대 아베스타어 'duua ē pa'와 동어이다.

## 설명
마츠야 푸라나와 바가바타 푸라나에 따르면, 세계는 7개의 드비파로 나뉘며, 이를 사프타드비파(7개의 섬)라고 한다. 마하바라타는 세계의 7개의 섬을 다음과 같이 명명한다.
| 이름           | 대양       | 어원        |
| -------------- | ---------- | ----------- |
| 잠부드비파     | 라바노다   | 염부나무    |
| 플라크샤드비파 | 이크수라사 | 인도보리수  |
| 샬말라드비파   | 스로다     | 목면        |
| 쿠샤드비파     | 기         | 쿠샤        |
| 크라우냐드비파 | 키로다     | 크라우냐 힐 |
| 사카드비파     | 다디       | 티크나무    |
| 푸슈카라드비파 | 잘라       | 연꽃        |

영국 작가 벤자민 워커는 드비파에 대해 다음과 같이 설명한다:
지구는 천계 아래에 섬대륙의 이 7개의 동심원 고리로 배열되어 있다.
- 잠부드비파는 이들 섬 대륙 중 가장 안쪽에 있는 원반 모양의 섬이다. 지구는 우주 뱀인 셰샤의 머리 위에 얹혀 있는데, 그 자신은 브라만다의 등껍질 위에 서 있는 여덟 마리의 천상 코끼리인 아슈타디그가자들의 등짐을 지고 있는 아쿠파라는 거북이의 등짐을 받고 있다.
- 플라크샤는 고리 모양의 대륙 중 두 번째로, 사탕수수 즙으로 둘러싸인 바다에 둘러싸여 있다.
- 샬말라는 고리 모양의 대륙 중 세 번째로 과실주 바다에 둘러싸여 있다.
- 쿠샤는 고리 모양의 대륙 중 네 번째로, 투명한 기버터로 둘러싸여 있다.
- 크라우차는 고리 모양의 대륙 중 다섯 번째 대륙으로, 곡선의 바다로 둘러싸여 있다.
- 샤카 또는 슈베타는 고리 모양의 대륙 중 여섯 번째 대륙으로, 해안은 우유 바다로 둘러싸여 있다.
- 푸슈카라는 고리 모양의 대륙 중 일곱 번째로 거대한 원형의 민물 바다로 둘러싸여 있다.

가장 바깥쪽 바다와 접해 있는 로칼로카는 알려진 세계와 어둠의 세계를 구분하는 땅이다. 이 영역은 10, 000요자나 높이의 산들로 이루어져 있다. 브라만다로 알려진 세계란의 껍질은 이 어둠 너머에 있으며, 모든 피조물을 품고 있다.

## 문학

### 브라흐마 푸라나
브라흐마 푸라나는 사프타드비파를 다음과 같이 묘사한다:
브라만들이여, 잠부, 플라크사, 살말라, 쿠사, 크라우냐, 샤카, 푸카라 등 일곱 개의 대륙이 있다. 이 대륙들은 사탕수수즙, 와인, 버터기름, 커드, 우유, 단물의 바다인 일곱 개의 바다로 둘러싸여 있다.
잠부드비파는 중앙에 위치해 있다. 브라만들이여, 그 중심에는 황금의 산 메루가 있다.

### 차이타냐 차리탐리타
1557년경에 쓰여진 벵골어 문헌 차이타니야 차리탐리타는 다음과 같은 방식으로 드비파에 대해 설명한다:
"그 행성들은 '드비파'라고 불린다.

우주 공간은 공기의 바다와 같다.

바다에 섬이 있는 것처럼,

우주의 바다에 있는 이 행성들은 "드비파" 또는 우주의 섬이라고 불린다

— Chaitanya Caritamrita Madhya 20.218, Purport